# فولنت (تكساس)
فولنت (بالإنجليزية: Volente)‏ هي مدينة أمريكية تقع في ولاية تكساس.